# لوئیس میگوئل رمیس
لوئیس میگوئل رمیس (انگلیسی: Luis Miguel Ramis؛ زادهٔ ۲۵ ژوئیهٔ ۱۹۷۰) بازیکن سابق و سرمربی کنونی فوتبال اهل اسپانیا است.
از باشگاه‌هایی که در آن بازی کرده‌است می‌توان به باشگاه فوتبال راسینگ سانتاندر، باشگاه فوتبال رئال مادرید، باشگاه فوتبال رئال مادرید کاستیا، باشگاه خیمناستیک تاراگونا، باشگاه فوتبال دپورتیوو لاکرونیا، باشگاه ورزشی تنریف، و باشگاه فوتبال سویا اشاره کرد.